# Susville
Susville település Franciaországban, Isère megyében. Lakosainak száma 1148 fő (2022. január 1.). Susville Pierre-Châtel, La Motte-d’Aveillans, La Mure és Prunières községekkel határos.

## Népesség
A település népessége az elmúlt években az alábbi módon változott:
| Lakosok száma | 1611 | 1540 | 1430 | 1443 | 1352 | 1314 | 1272 | 1206 | 1173 | 1148 |
|               | 1968 | 1982 | 1990 | 2006 | 2013 | 2015 | 2017 | 2019 | 2020 | 2022 |